# Yarmouth (Nova Scotia)
Yarmouth is een plaats (town) in de Canadese provincie Nova Scotia en telt 7162 inwoners (2006). De oppervlakte bedraagt 10,56 km².